# Wiktor Markin
Wiktor Fiodorowicz Markin (ros. Виктор Фёдорович Маркин; ur. 23 lutego 1957 w wiosce Oktiabr´skij w rejonie ust-tarckim w obwodzie nowosybirskim) – radziecki lekkoatleta, sprinter specjalizujący się w biegu na 400 m, dwukrotny mistrz olimpijski. 
Rozpoczął trenowanie lekkiej atletyki w wieku 19 lat, gdy został studentem pediatrii w Instytucie Medycznym w Nowosybirsku. Do 1980 nie był znanym lekkoatletą. W tym roku w kwietniu ustanowił swój rekord życiowy wynikiem 46,96 s. W lipcu poprawił go na 45,34 s, a finale na Igrzyskach Olimpijskich w Moskwie po szybkim finiszu niespodziewanie zwyciężył osiągając czas 44,60 s, który był rekordem Europy, a do tej pory jest rekordem Rosji. Drugi złoty medal na tych igrzyskach zdobył w sztafecie 4 × 400 m.
Po igrzyskach Markin przerwał karierę sportową, aby dokończyć studia. Powrócił w 1982 i zdobył brązowe medale na 400 m i w sztafecie 4 × 400 m na Mistrzostwach Europy w Atenach. Na Mistrzostwach Świata w 1983 w Helsinkach odpadł w półfinale biegu na 400 m, ale za to zdobył wraz z kolegami złoty medal w sztafecie 4 × 400 m. Po decyzji ZSRR o bojkocie Igrzysk Olimpijskich w 1984 w Los Angeles zwyciężył na 400 m i w sztafecie 4 × 400 m w alternatywnych zawodach Przyjaźń-84 w Moskwie. Wkrótce potem zdecydował się zakończyć karierę sportową.